# Limenitis pausanias
Limenitis pausanias är en fjärilsart som beskrevs av Otto Staudinger 1889. Limenitis pausanias ingår i släktet Limenitis och familjen praktfjärilar. Inga underarter finns listade i Catalogue of Life.